# Наизменична струја
Наизменична струја (енгл. alternating current; AC) је физичка појава протока наелектрисања кроз проводник тако да оно повремено мења смер кретања. Специјалну врсту наизменичне струје чини периодична наизменична струја. Код периодичне наизменичне струје се све промене напона и јачине струје времена мењају периодично. При томе је укупна пренета количина наелектрисања у посматраном периоду времена једнака нули. У пракси се користи синусна периодична наизменична струја. Код синусне периодичне наизменичне струје промена напона и јачине струје током времена се одвија по синусном закону. График промене напона и јачине струје у зависности од времена синусних наизменичних струја идентичан је графику синусне тригонометријске функције.
Једносмерна струја је проток наелектрисања кроз проводник само у једном смеру. Постоје две врсте једносмерне струје: она код које се јачина и напон током времена мењају и она код које је јачина струје током времена константна. Једносмерна струја код које се јачина струје током времена мења назива се промењивом једносмерном струјом, а она код које се јачина струје током времена не мења називамо непромењивом или константном једносмерном струјом.
Скраћенице AC и DC се користе да означе наизменичну и једносмерну струју, односно струја или напон.
Ознака АC/DC на неком електричном уређају означава да тај уређај може користити и наизменичну и једносмерну струју за свој рад.
Наизменична струја је уобичајена форма у којој се електрична енергија доставља корисницима. Уобичајени облик наизменичне струје (напона) је синусоидни.
Осим синусоидног, користе се различити облици електричне струје (напона), познати у електротехници као тестерасти напон или правоугаони импулси. Аудио сигнали и радио сигнали који се преносе електричним проводницима су такође су примери наизменичне струје. При овоме је циљ, често, преношење кодираних информација на AC сигналу.

## Историја
Први алтернатор који је произвео наизменичну струју на основу Фарадејевих принципа био је динамо који је конструисао француски израђивач инструмената Иполит Пикси 1832. Пикси је касније додао комутатор свом уређају за производњу (тада) чешће коришћене једносмерне струје. Најраније забележену практичну примену наизменичне струје је извео Гијом Дишен, проналазач и истраживач електротерапије. Он је 1855. објавио да је наизменична струја боља од једносмерне струје за електротерапеутске контракције мишића. 
Руски инжењер Павел Јаблочков је 1870. изумео систем осветљења заснован на групи индукционих калемова где су примарни намотаји повезани извор наизменичне струје. Секундарни намотаји могу бити повезани са неколико Јаблочкових свећа (лучних лампи) које је он измислио Намотаји које је Јаблочков користио су у основи радили као трансформатори.
Трансформатор који су развили Лисијен Гилар и Џон Диксон Гибс је показан у Лондону 1881, и привукао је пажњу Вестингхауса. Они су такође изложили проналазак у Торину у 1884, где је усвојен за електричне расвете. Многи од њихових пројеката су прилагођене посебним законима који регулишу дистрибуцију електричне енергије у Великој Британији.
Себастијан Зјани де Феранти је у овој посао ушао 1882, када је основао предузеће у Лондону која се бавила пројектовањем разних електричних уређаја. Феранти је рано веровао у успех дистрибуције наизменичне струје, и био је један од ретких стручњака за овај систем у Великој Британији. Лондонска корпорација за снабдевање електричном енергијом га је 1887. година за пројектовање својих електрана на Дептфорду. Он је дизајнирао зграду, електрану и дистрибутивни систем. По њеном завршетку 1891. била је прва права модерна електрана, која је испоручивала наизменичну струју, која се тада снижавала за потребе потрошача у свакој улици. Овај основни систем и даље је у употреби широм света. Многе куће широм света и даље имају бројила са Ферантијевим печатом на себи.
Вилијам Стенли млађи је дизајнирао један од првих практичних уређаја за ефикасан пренос наизменичне струје између изолованих кола. Користећи пар намотаја на заједничко гвоздено језгро, његов дизајн, назван индукциони калем, представљао је рани трансформатор. Системи наизменичне струје који се користе данас су се нагло развили после 1886, заједничким доприносом Николе Тесле (које је лиценцирао Џорџ Вестингхаус) и Карл Вилхелм Сименс. Системи наизменичне струје су превазишли ограничења система једносмерне струје које је користио Томас Алва Едисон за ефикасну дистрибуцију електричне енергије на велике удаљености иако је Едисон покушао да дискредитује наизменичну струју као превише опасну за време Рата струја.
Прва комерцијална електрана у Сједињеним Државама која користи трофазну наизменичну струју је Милл Цреек број 1 Хидроелектрана у близини Редландса, Калифорнија, 1893 дизајниран од стране Алмириан Декер. Декеров дизајн регистрован са 10.000 волти трофазног преноса успоставила је стандарде за комплетног система производње, преноса и мотора који се користе данас.
„Ames Hydroelectric Generating Plant“ (пролећа 1891) и оригинални Нијагарини водопади „Adams Power Plant“ (25. августа 1895) били су међу првим AC хидроцентралама.
Јаруга Хидроелектрана у Хрватској је пуштен у рад 28. августа 1895. Два електро генератор (42 Hz, 550 kW сваки) и трансформатори су произведени и инсталирани од стране мађарске компаније Ганц. Далековод од електране до града Шибеника на дрвеним стубовима је био дуг 11,5 , а општински дистрибутивни система 3000 V/110 V обухвата шест трансформаторским станицама.
Теорија Наизменичног струјог кола нагло се развила у другој половини 19. и почетком 20. века. Значајни допринос теоријској основи прорачуна наизменичне струје добијају Карл Штајнмец, Оливер Хевисајда, и многи други.
Прорачуни у неуравнотеженим трофазним системима су поједностављене од стране симетричне компоненте методе коју разматра Чарлс Легеит Фортесцуе 1918.

## Пренос, дистрибуција, и напајање домаћинства
AC напон може бити повећан или смањен са трансформаторима. Употребом већег напона доводи до знатно ефикаснијег преноса снаге. Губици снаге у проводнику је производ квадрата струје и отпорности проводника, описани су формулом
{\displaystyle P_{\rm {L}}=I^{2}R\,.}
То значи да приликом преношења струје кроз дати проводник, ако је струја удвостручена, губитак снаге ће бити четири пута већа.
Снага преноса је једнака производу струје и напона (под претпоставком да нема фазне разлике), то јест,
{\displaystyle P_{\rm {T}}=IV\,.}
Дакле, иста количина енергије може да се пренесе са мање струје повећањем напона. Зато је пожељно да приликом преношења велике количине енергије кроз проводнике на велике даљине користи дистрибуција снаге са високим напоном (често стотине киловолта).
Међутим, високи напони такође имају недостатке, а главна је потреба за повећаном изолацијом, и генерално повећање трошкова у њиховом безбедном руковању. У електрани напајање се генерише погодним напоном за дизајнирање Електричних генератора, а затим се повећава напона за пренос. У близини оптерећења, пренос напона је смањен на волтажу коју користи опрема. Потрошачки напони (низак напон) се разликују у зависности од земље и величине оптерећења, али генерално мотори и осветљење су направљени да користе и до неколико стотина волти између фазе(110 или 220 волти).
Искоришћени напон испоручен до опреме, као што су осветљење и моторно оптерећење је стандардизован, са дозвољеним опсегом напона преко којих се очекује да ће опрема радити. Стандардна искоришћеност енергије напона и толеранција проценат варира у различитим системима за напајање нађени широм света.
Савремени електроенергетски системи за пренос једносмерне струје високог напона („HVDC“) контраст су уобичајеним системима наизменичне струје, као средство за ефикасни групни пренос електричне енергије на даљину. HVDC системи, међутим, имају тенденцију да буду скупљи и мање ефикасни на краћим растојањима од трансформатора. Пренос са високим напоном једносмерне струје није било изводљиво када су Едисон, Вестингхаус и Тесла креирали своје електроенергетске системе, јер није било начина да се економски претвори наизменична струја у једносмерну и назад на потребни напон.
Трофазни електрични генератор је веома чест. Најједноставнији случај је три одвојена намотаја генератора статора који су физички померени под углом од 120 степени у односу једни на друге. Три таласна облика струје се производе који су једнаки по јачини и 120° од фазе једни на друге. Ако се додају намотаји супротно овим (60° проредом), они генеришу исте фазе са поларизације и тако може да се једноставно повежу.
Ако је оптерећење на трофазном систему подједнако уравнотежена међу фазама, нема протока струја кроз неутралне тачке. Чак и у најгорем случају неуравнотеженог (линеарног) оптерећења, неутрална струја неће прећи највишу фазу струје. Нелинеарна оптерећења (на пример, рачунари) могу захтевати обиман неутрални аутобус и узводни неутрални проводник дистрибуцијом табли за руковање хармонике (електрична енергија). Хармоника може изазвати неутралне проводнике садашњег нивоа који прелази кроз један или све фазне проводнике.
За трофазне напоне искоришћености четворожичани систем се често користи. Када успоравате трофазну, трансформатором на Делта (3-жица) примарне и звезда (4-жични, центар-уземљена) средњи се често користи, тако да нема потребе за неутрални на страни понуде.
За мање потрошаче (колико је мала зависи од земље и старости инсталације) само монофазни и неутрална или две фазе и неутрална су предузете на имовину. За веће инсталације све три фазе и неутрална су предузете на главном панелу дистрибуције. Од три фазе главног панела, и појединачна и трофазна кола могу довести до почетка.
трожичним монофазна систем, са једним центра куцну трансформатор дали две активних проводника, је заједнички план за дистрибуцију малих стамбених и комерцијалних објеката у Северној Америци. Овај аранжман се понекад погрешно назива „две фазе“. Сличан метод се користи из других разлога на градилиштима у Великој Британији. Мали електричних алата и осветљење би требало да се испоручује од стране локалног центра куцну трансформатор са напоном од 55 V између сваког струје проводника и земље. Ово значајно смањује ризик од електрични шок у случају да је један од живих проводника постаје изложена кроз квара опреме, док још увек дозвољава разумну напон од 110 V између два проводника за покретање алатке.
трећа жица, назвао обвезница (или земља) жица, често повезан између не-струја-ношење металних кућишта и уземљења. Овај проводник пружа заштиту од електричног удара услед случајног контакта споја проводника са металном кућишту преносних уређаја и алата. Лепљење свих не-струја-ношење металних делова у један комплетан систем обезбеђује увек постоји ниска електричне импедансе пут на масу довољно да носе било грешка струја онолико дуго колико је потребно за систем да обришете грешке. Ова ниска импеданса пут омогућава максимални износ струје квара, изазивајући порта уређаја (прекидачи, осигурачи) на путу или прегорети што је брже могуће, чиме је електрични систем у сигурном стању. Сви обвезница жице су спојени на терену у главном панелу услуга, као што је став / Идентификован проводник ако је присутан.

## Фреквенција наизменичне струје
фреквенција електричног система разликује се од земље до земље, највише електрична енергија се производи у било 50 или 60 херца. Неке земље имају мешавину од 50 Hz и 60 Hz залихе, посебно електричне пренос снаге у Јапану.
Ниска фреквенција олакшава дизајн електромотора, нарочито за истицањем, дробљење и ваљање апликације, а комутатор типа проклизавања мотора а за апликације као што су железнички а. Међутим, ниске фреквенције такође изазива приметно треперење у лучна лампа а и Вештачко осветљење а. Употреба нижих фреквенција такође обезбедио предност ниже импедансе губицима, који су пропорционални фреквенцији. Оригинални Нијагарини водопади генератори су направљени да произведу 25 Hz снаге, као компромис између ниске фреквенције за вучу и тешке асинхроним моторима, док је још увек дозвољава светлости сијалице да раде (мада са приметним треперења). Већина од 25 Hz стамбених и пословних клијената за Нијагарини водопади снаге су претворене на 60 Hz до касних 1950-их, иако су неки који децембар 25 Hz индустријски потрошачи и даље постојала од почетка 21. век. 16.7 Hz напајање (раније 16 2/3 Hz) се још увек користи у неким европским шински системи, као што су у Аустрија, Немачка, Норвешка, Шведска и Швајцарска.
Офф-схоре, војна, текстилна индустрија, марина, рачунар мејнфрејм, авиона и летелица апликације понекад користи 400 Hz, јер користи од смањења тежине апарата и вишим брзинама мотора.

## Ефекти високих фреквенција
Једносмерна струја тече равномерно целом пресеку уједначене жице. Наизменичне струје једног фреквенције је далеко од центра приморан жицу је, према спољној површини. То је зато што је убрзање наелектрисање у наизменичну струју производи електромагнетни таласи таласи од електромагнетно зрачење да одустанете од пропагирања електричне енергије ка центру материјала са високим проводљивост. Овај феномен се зове површински ефекат.
На веома високим фреквенцијама садашњи више не тече у жица, али ефикасно тече на површине жице, у дебљини од неколико коже дубина а. Кожа је дебљине дубина на којој се густина струје смањена за 63%. Чак и при релативно ниским фреквенцијама које се користе за пренос електричне енергије (50-60 Hz), неравномерна расподела струје и даље јавља у довољној мери дебео проводник а. На пример, кожа дубина од бакарног проводника је отприлике 8,57 mm, на 60 Hz, тако да садашњи високи проводника су обично шупље да смање масу и цену.
Пошто струја тежи да тече на периферији проводника, ефективна пресек проводника се смањује. Ово повећава ефективну АЦ отпорност проводника, јер отпор је обрнуто пропорционална попречног пресека. АЦ отпор често је много пута већи од ДЦ отпора, изазивајући много већи губитак енергије услед омски грејање.

### Техника за смањење отпора наизменичне струје
За ниске до средње фреквенције, проводници се могу поделити на изгубљених жица, сваки изоловани једни од других, а релативне позиције појединих ланаца посебно организован у оквиру пакета проводника. Жице конструисани користећи ову технику се зове Лицне жица. Ова мера помаже да делимично ублажи ефекат коже приморавајући више једнаке струје током укупног пресека проводника изгубљених. Лицне жица се користи за израду висок К индуктор а, смањење губитака у флексибилних проводника носе врло јаке струје на нижим фреквенцијама, а у намотајима уређаја који носе већи радио фреквенције струја (до неколико стотина килохерца), као што су свитцх-моду извори напајања и радио-фреквенција трансформатор а.

#### Техника за смањење губитака зрачења
Као што је горе написано, наизменична струја се састоји од наелектрисање под периодичним убрзање, који изазива зрачење од електромагнетни таласи. Енергија која је зрачила је изгубљен. У зависности од фреквенције, различите технике се користе да би се смањио губитак услед зрачења.

#### Петље
На фреквенцијама до око 1 GHz, пара жица укрштене заједно у кабл, формирају парица. Ово смањује губитке од електромагнетно зрачење и индуктивна спрега. Парица мора да се користи са уравнотежен систем сигнализације, тако да се две жице носе једнаке али супротно струје. Свака жица у парица зрачи сигнал, али је ефикасно отказао зрачења са друге жице, што доводи до губитка готово нема зрачења.

#### Коаксијални каблови
Коаксијални кабл а се најчешће користе у аудио фреквенције и горе за практичност. Коаксијални кабл има проводну жицу унутар проводног цеви, одвојене диелектричним слојем. Струја тече од унутрашњег проводника је једнака и супротно струја тече на унутрашњој површини цеви. Електромагнетно поље, у потпуности садржан у цеви, и (у идеалном случају) енергија се губи на зрачење или веза изван цеви. Коаксијални каблови имају прихватљиво мале губитке за фреквенције до око 5 GHz. За микроталасним фреквенцијама већи од 5 GHz, губици (углавном због електричне отпорности централног проводника) постала превелика, што водове ефикаснији медијум за пренос енергије. Коаксијални каблови са ваздухом, а не чврстим диелектриком имају предност јер су пренос снаге са мањим губитком.

#### Таласовод
Вавегуидес су сличне коаксијални каблови, као и састоје се од цеви, са највећом разликом да вавегуиде нема унутрашњег проводника. Вавегуидес може имати произвољан пресек, али правоугаони попречни пресеци су најчешћи. Јер водове немају унутрашњи проводник да носе тренутни повратак, водове не може да испоручи енергију помоћу електрична струја, већ путем вођена електромагнетног поља. Иако површина струје до проток на унутрашњим зидовима таласоводима, те површинска струја не носе моћ. Снага се преноси на вођених електромагнетним пољима. Површинске струје поставили су вођене електромагнетних поља и имају ефекат чувања поља унутар таласовода и спречава цурење поља на простор ван таласовода.
Вавегуидес су димензије упоредиве са таласна дужина од наизменичне струје да се преносе, тако да су могуће само у микроталасним фреквенцијама. Поред овог механичког изводљивости, електрична отпорност од не-идеалне метала формирају зидове таласовода узрока расипање моћи (површина струја тече губитком проводници проћердати моћ). На вишим фреквенцијама, изгубио моћ овог расипања постаје неприхватљиво велика.

#### Фибер оптика
На фреквенцијама већим од 200 GHz, вавегуиде импрацтицалли димензије постају мали, а омски губици у таласовода зидови постају велике. Уместо тога, фибер оптика, који су облик диелектричних таласовода, може да се користи. За такве фреквенције, концепти напона и струја се више не користе.

## Математика напона наизменичне струје
Наизменичне струје су праћени (или проузрокована) од наизменичне напоне. АЦ напон В се може математички описати као Функција времена од следеће једначине:
{\displaystyle v(t)=V_{\mathrm {peak} }\cdot \sin(\omega t)},
где
- {\displaystyle \displaystyle V_{\rm {peak}}} је амплитуда напона (јединица: волт),
- {\displaystyle \displaystyle \omega } је угаона брзина (јединица: радијана по секунди)
  - Угаона фреквенција се односи на физичке фреквенције, <матх> \ дисплаистиле Ф </ матх> (јединица = херц), који представља број циклуса у секунди, једначином <матх> \ дисплаистиле \ омега = 2 \ пи ф </ матх>.
- {\displaystyle \displaystyle t} is the time (unit: second).

Пеак-то-пеак вредност наизменичног напона се дефинише као разлика између његовог позитивног врхунцу и њеног негативног врхунца. Пошто је максимална вредност <матх> \ син (к) </ матх> +1 је и минимална вредност је -1, наизменични напон између љуљашке {\displaystyle +V_{\rm {peak}}} and {\displaystyle -V_{\rm {peak}}}. Пеак-то-пеак напона, обично пишу како {\displaystyle V_{\rm {pp}}} or {\displaystyle V_{\rm {P-P}}}, стога {\displaystyle V_{\rm {peak}}-(-V_{\rm {peak}})=2V_{\rm {peak}}}.

### Снага и почетак чине квадрат
Однос између напона и снага је испоручено
{\displaystyle p(t)={\frac {v^{2}(t)}{R}}} где {\displaystyle R} представља оптерећење.
Уместо да користи тренутну снагу, {\displaystyle p(t)}, то је практичније да се користи време у просеку власт (у којој се обавља у просеку преко једног цео број циклуса). Дакле, напон се често изражава у ефективној вредности, написан као {\displaystyle V_{\rm {rms}}}, јер
{\displaystyle P_{\rm {time~averaged}}={\frac {{V^{2}}_{\rm {rms}}}{R}}.}
За синусоидалног напона:
{\displaystyle V_{\mathrm {rms} }={\frac {V_{\mathrm {peak} }}{\sqrt {2}}}.}
Фактор {\displaystyle {\sqrt {2}}} се зове грб фактор, која варира зависно од различитих таласних облика.
- За троугао таласне форме центриран око нуле

{\displaystyle V_{\mathrm {rms} }={\frac {V_{\mathrm {peak} }}{\sqrt {3}}}.}
- За Скуаре Ваве облику центриран око нуле

{\displaystyle \displaystyle =V_{\mathrm {rms} }=V_{\mathrm {peak} }.}
- За произвољне периодичног таласног {\displaystyle V(t)} периода {\displaystyle T}:

{\displaystyle V_{\mathrm {rms} }={\sqrt {{\frac {1}{T}}\int _{0}^{T}{v^{2}(t)dt}}}.}

### Пример
За илустрацију ових концепата, размислите 230 V AC мрежног напајања користи у многе земље широм света. Она се тако зове јер је средња квадратна вредност је 230 V. То значи да је време-усредњени Напајање је исто што и енергије која се испоручује по DC напон од 230 V. Одредити максимални напон (амплитуда), може се преуредити горњу једначину:
{\displaystyle V_{\mathrm {peak} }={\sqrt {2}}\ V_{\mathrm {rms} }.}
За 230 V AC, вршни напон {\displaystyle \scriptstyle V_{\mathrm {peak} }} stoga {\displaystyle \scriptstyle 230V\times {\sqrt {2}}}, што је око 325 V. Пеак-то-пеак вредност {\displaystyle \scriptstyle V_{\mathrm {P-P} }} од 230 V AC је дупло, на око 650 V.

### Чланци
- Meyers, Willam A. (1997). „History and Reflections on the Way Things Were: Mill Creek Power Plant – Making History with AC”. IEEE Power Engineering Review: 22—24.